# Rudolf Daber
Rudolf Daber ( 1929 ) es un botánico, algólogo alemán, que ha trabajado extensamente con fósiles vegetales.

## Algunas publicaciones
- 1955. Pflanzengeographische Besonderheiten der Karbonflora des Zwickau-Lugauer Steinkohlenreviers (Características Fitogeográficas de la flora del Carbonífero de la zona minera carbonífera Zwickau-Lugauer. Con ilustraciones. Geologie. Beihft. Nº 13
- 1957. Parallelisierung der Flöze des Zwickauer und des Lugau-Oelsnitzer Steinkohlenreviers auf Grund paläobotanischer Untersuchungen (Paralelización de las floras de la Zwickau y Lugau zona minera de carbón Oelsnitzer investigaciones paleobotánicas). Con ilustraciones y cartas. Geologie. Beihft. Nº 19
- 1980. Evolution/Naturgeschichte hoherer Pflanzen (Evolución / historia natural de las plantas superiores). Ed. Akademie-Verlag
- hartmut Haubold, rudolf Daber. 1988. Lexikon der Fossilien, Minerale und geologischen Begriffe. Ed. Leipzig

### Libros
- rudolf Daber, jochen Helms. 1978. Das grosse Fossilienbuch (Los grandes fósiles). 264 pp.
- 1983. Fossil treasures. Ed. Leipzig. 231 pp.
- rudolf Daber, jochen Helms. 1985. Fossils: The Oldest Treasures That Ever Lived. Ed. TFH Publications, U.S. 231 pp. ISBN 0-86622-047-X
- jochen Helms, rudolf Daber. 1986. Fossils. Ed. Tfh Pubns Inc. ISBN 0-86622-047-X
- hartmut Haubold, rudolf Daber. 1989. Fachlexikon ABC Fossilien, Minerale Und Geologische Begriffe. ISBN 978-3-8171-1058-2
- günter Bräuer, rudolf Daber, achim Goeres. 1999. Brockhaus Mensch, Natur, Technik, Vom Urknall zum Menschen (Brockhaus hombre, la naturaleza, la tecnología, desde el Big Bang hasta el ser humano). Ed. Brockhaus, Mannheim. 704 pp. ISBN 3-7653-7941-7

- La abreviatura «Daber» se emplea para indicar a Rudolf Daber como autoridad en la descripción y clasificación científica de los vegetales.[1]